# Rathaus Gernrode
Le Rathaus Gernrode (hôtel de ville de Gernrode) est un bâtiment classé de l'ancienne ville de Gernrode, qui fait désormais partie de la commune de Quedlinbourg en Saxe-Anhalt.

## Description et histoire
Situé au centre de la vieille ville de Gernröde, Marktstraße 20, le bâtiment est répertorié comme hôtel de ville dans le registre local des monuments.
L'hôtel de ville a été construit en 1914-15 en style historiciste sur le site d'un ancien bâtiment construit en 1664/66.[réf. nécessaire]
La première mention documentée d'un hôtel de ville à Gernrode remonte à 1530. L'hôtel de ville, construit en 1664/66, était à pans de bois et possède une salle du conseil pour le conseil, une chambre des citoyens pour les conseillers municipaux, ainsi qu'une taverne et une cave. Il y avait une poutre sur la maison avec l'inscription Celui qui se confie en Dieu a bien bâti. La girouette de l'hôtel de ville indiquait l'année 1665 et les armoiries de Gernrode.
La pose de la première pierre du nouvel hôtel de ville a eu lieu le 5 mai 1914. Il a été inauguré en février 1915.
Le bâtiment, qui s'inspire des traditions constructives de la région, est couvert d'un haut toit en demi-croupe. Sur le toit se trouve une haute tourelle avec une horloge. La tourelle est surmontée d'un belvédère.
Les étages supérieurs ont été construits en pans de bois[réf. nécessaire]. Les colombages comportent des décorations en losanges. 
Les vitraux de l'intérieur ont été en partie financés par des notables locaux.
À partir du 2 juin 1946, une exposition d'œuvres d'artistes de Gernrode est présentée à l'hôtel de ville.